# Chamaerhodos trifida
Chamaerhodos trifida là loài thực vật có hoa trong họ Hoa hồng. Loài này được Ledeb. mô tả khoa học đầu tiên năm 1843.